# Sarina Koga
Sarina Koga (古賀 紗理那, Koga Sarina, 21 de maio de 1996) é uma voleibolista japonesa, que atua na posição de oposta. Atualmente, ela é a capitã da seleção nacional do Japão.

## Carreira
Koga jogou com o time Kumamoto Shin-ai Girls' High School, vencendo o campeonato All-Japan Junior High School de 2011 e recebendo o prêmio de Jogadora Excelente. Koga jogou pela seleção nacional sênior pela primeira vez na Alassio Cup em maio de 2013. Ela ganhou a medalha de ouro no Campeonato Asiático Juvenil Feminino de 2012 como parte da equipe nacional júnior; ela também ganhou o prêmio de Jogador Mais Valioso e Melhor Artilheira do torneio.
Em outubro de 2013, Koga competiu no Campeonato Mundial Feminino de Voleibol Sub-23 da FIVB de 2013 e ganhou a medalha de bronze. Koga foi eleita uma das melhores opostas.
Em 23 de janeiro de 2015, o NEC Red Rockets anunciou sua adesão à equipe.
No dia 27 de junho de 2024, ocorreu a final da Liga das Nações de Voleibol Feminino de 2024, na qual o Seleção Japonesa de Voleibol Masculino enfrentou a Itália na disputa pelo título do campeonato. A Seleção Italiana de Voleibol Feminino levou a melhor, por 3 sets a 1. Assim a Seleção Japonesa de Voleibol Feminino ficou com a prata da Liga das Nações de 2024. Koga, além de ser premiada com a medalha de prata, ela também foi premiada como a "1ª atacante" do campeonato, juntamente com a italiana Myriam Sylla.
Em 3 de agosto de 2024, Koga anunciou sua aposentadoria no auge e com apenas 28 anos de idade, após a vitória japonesa por 3 a 0 (25/17, 25/22 e 25/12) sobre o Quênia.

## Títulos

### Clube
- Premier League do Japão (2014–15, 2016–17)
- Campeonato Asiático de Voleibol Feminino de Clubes (2016)

### Seleção
- Campeonato Asiático Juvenil Feminino de Voleibol Sub-17 (2012)
- Campeonato Asiático Sênior de Voleibol Feminino (2017)
- Vice-campeã da Liga das Nações de Voleibol Feminino de 2024 (Bancoque), perdeu apenas para a Itália.